# Larry Hernández
Larry Hernández (10 de marzo de 1985, Los Ángeles, California) es un cantautor y personalidad televisiva estadounidense conocido por su trabajo en el género musical regional mexicano; específicamente en los estilos de banda sinaloense y norteño sinaloense, en el año 2003 a sus 18 años y es especialmente famoso por sus corridos. La mayor influencia e ídolo de Hernández es el fallecido Chalino Sánchez, pero también siente admiración por muchos artistas y sus influencias musicales son muy amplias.
Hernández vivió en Los Ángeles hasta los cuatro años cuando su familia se mudó a Culiacán, Sinaloa, México. Allí pasó la mayor parte de su adolescencia antes de iniciar su carrera musical. Actualmente vive en West Covina, California.

## Primeros años
A la edad de cuatro años, los padres de Hernández lo llevaron a un pequeño pueblo llamado Pueblos Unidos-Estación Opispo, en el municipio de Culiacán, donde creció la mayor parte de su adolescencia. A una edad temprana, Hernández tenía aspiraciones musicales. A la edad de ocho años, compuso sus propios corridos y se los tocaba a todos los miembros de su familia para aprender de sus críticas. La influencia musical de Hernández provino de su familia, pero él mismo aprendió a escribir y componer canciones. Para ayudar con su carrera musical, Hernández asistió a una escuela de música en Culiacán, donde tocó para un grupo de músicos que representaban a Sinaloa llamado Los Amables del Norte. Pronto se uniría a la banda como baterista. Actuar con Los Amables del Norte le dio a Hernández la experiencia de tocar frente a una multitud, pero fue su carrera en solitario lo que desencadenó su fama.

## Carrera musical

### Inicios
En 1998, Larry realizó su primera grabación compuesta por 65 canciones en homenaje a Cornelio Reyna. Posteriormente, en 1999, Hernández grabó su primer disco en solitario, Sentella norteña. Posteriormente, Hernández grabó ocho discos más; Mil noches en 2001, El amigo de todos en 2003, Linda chiquilla en 2004, Laberinto y Arrepiente en 2005, Se busca cantar buenos corridos en 2006, y Hace un mes y Déjate querer tanto en 2008. No fue sino hasta 2009 cuando la fama de Hernández se elevó con su lanzamiento de 16 Narco corridos, que solo le tomó un día grabar a Hernández, llegando a las listas de éxitos de Billboard y alcanzando el puesto número cuatro en Top Latin Albums. Después del lanzamiento de este álbum, la carrera musical de Hernández comenzó a ascender.

### 2009 al presente
Con el lanzamiento de 16 Narco corridos, Hernández se convirtió en un artista latino convencional. El disco vendió más de 300.000 álbumes, impulsando la carrera de Hernández. El álbum fue escrito casi en su totalidad por él y grabado en un solo día. El álbum representa vivencias de la cultura del narcotráfico y alcanzó el puesto número cuatro en la lista Billboard Top Latin Albums. Su álbum En vivo: Desde Culiacán siguió más tarde en 2009 y subió al puesto número dos en Top Latin Albums confirmando su condición de estrella latina en Estados Unidos. Algunas personas han criticado sus letras, a lo que él ha respondido: "Mis 'corridos' no están hechos para generar polémica con nadie, están hechos para entretener a la gente, para que beban y se diviertan". Aunque en su carrera como solista grabó siete discos sin mayor reconocimiento, su detonante musical se dio a través de las redes sociales y a través de la respuesta viral de YouTube que sus aficionados apoyaron. El público que ya lo conocía comenzó a hablar de él en blogs de Internet y sitios web basados en música, y subió sus videos musicales. Con el aumento de seguidores, se convirtió en un verdadero ídolo de la música latina. Su fama llamó entonces la atención de los grandes sellos discográficos de la industria musical y firmó un contrato con el sello discográfico transnacional Universal Music Latin Entertainment que lo ayudó a continuar su exitosa carrera y lo llevó a la transición a otras vías de los medios de comunicación .

## Larrymania
El 7 de octubre de 2012, Larrymania se emitió por primera vez en Mun2. Larrymania es un reality de televisión original producido por Cinemat, el cual les da a los fanáticos de Hernández la oportunidad de ver cómo es capaz de manejar su vida a través de los difíciles obstáculos que debe superar una superestrella de la música. El programa ya ha mostrado popularidad entre los fanáticos de Hernández, ya que ha alcanzado más de 58,000 "me gusta" en Facebook.

## Arresto
El 25 de septiembre de 2015, Hernández fue arrestado en Ontario, California, acusado de secuestro y agresión. Los cargos están relacionados con un incidente ocurrido en Newberry, Carolina del Sur, el 16 de agosto de 2015, después de un concierto de él. Supuestamente, Hernández no estaba contento con el pago por tal presentación que dioy, y él y otro hombre agredieron a un amigo del organizador de la actuación. Luego lo obligaron a ir a la habitación de hotel de Hernández y continuaron con el asalto en un intento de obtener más dinero del organizador. La víctima finalmente pudo escapar. La extradición se produjo a partir del 15 de octubre de 2015 a Carolina del Sur. El 23 de octubre de 2015, Hernández fue llevado ante un juez en Carolina del Sur. La fianza se fijó en $200,000 y se le ordenó entregar su pasaporte. Se pagó la fianza y fue puesto en libertad hasta su próxima cita en la corte. El 24 de octubre de 2016, Hernández llegó a un acuerdo con la víctima y se declaró culpable de alteración del orden público  Fue condenado a seis meses de libertad condicional, e hizo una restitución monetaria a la víctima, cuyo monto exacto no se hizo público.

## Discografía
- Mil botellas (1998)
- Centella Norteña (1999)
- El Colombiano (2000)
- Mil noches (2001)
- El cerillazo (2002)
- El amigo de todos (2003)
- Linda Chiquilla (2004)
- Laberinto (2005)
- Arrepiente (2005)
- Se busca cantar buenos corridos (2006)
- Déjate querer tanto (2008)
- Hace un mes (2008)
- Aca entre nos (2009)
- En vivo: Desde Culiacán (2009)
- 16 Narco corridos (2009)
- El Baleado: Live (2009)
- Puros toques: Live (2010)
- Larrymanía (2010)
- La historia de los éxitos. (2010)
- Larryvolución (2012)
- Capaz de todo (2012)
- 20 éxitos de colección (2013)
- 20 Kilates (2014)
- Otra vez en la lista negra (2014)
- Lo mejor de Larry Hernández (2014)
- 16 Narcos corridos volumen 2 (2015)
- Vete acostumbrendo (2015)
- Lo blanco y lo negro de mi vida (2017)